# Kakching
Kakching – miasto w północno-wschodnich Indiach, w stanie Manipur. Według danych szacunkowych na rok 2011 liczyło 32 138 mieszkańców.